# Повести Белкина. Выстрел (телеспектакль)
«Повести Белкина. Выстрел» — драма Петра Фоменко по произведению А. С. Пушкина, входящего в цикл «Повести покойного Ивана Петровича Белкина». А. С. Пушкиным был использован эпизод его дуэли с офицером Зубовым в Кишинёве в июне 1822 года. На поединок с Зубовым Пушкин явился с черешнями и завтракал ими, пока тот стрелял. Зубов стрелял первым и не попал. Пушкин не сделал своего выстрела, но ушёл, так не примирившись со своим противником.

## Сюжет
По повести А. С. Пушкина. Рассказ ведётся от имени Повествователя, который вспоминает историю из своей жизни — его полк находился в одном Богом забытом местечке, где к их офицерскому обществу принадлежал некий таинственный человек со странным именем Сильвио. Никто не знал о нём ничего, был ли он богат, или был он беден. Ходил он пешком, но устраивал пиры, где шампанское лилось рекою. Главным его занятием была стрельба из пистолета, все стены его комнаты «были источены пулями». Он настолько преуспел в этом занятии, что никто из офицеров не усомнился подставить ему свою голову, с которой бы Сильвио сбил грушу. Как-то офицеры играли в карты у Сильвио, и в процессе игры один поручик в припадке ярости запустил в него шандалом. Всё должно было закончиться дуэлью, но Сильвио удовлетворили извинения поручика и тот остался жив.
И вот, Сильвио получает некое письмо, которое волнует его неимоверно, и он, наконец, рассказывает Повествователю историю своей жизни. Лет шесть назад он, Сильвио, был первым буяном в полку, участвовал во всех дуэлях, наслаждался своей славой до тех пор, пока в полку не появился молодой человек из богатой, знатной фамилии, красивый, удачливый, остроумный, он быстро потеснил Сильвио с его трона, что вызвало в Сильвио зависть и ревность. Он искал дуэли с молодым человеком, но всякий раз тот сводил всё к шутке. Наконец Сильвио представился случай вызвать соперника на дуэль. Молодой граф пришёл на дуэль с фуражкой, полной черешен. Сильвио, снедаемый злобой, побоялся сделать свой выстрел первым и отдал его своему сопернику. Молодой человек промахнулся. Теперь его жизнь была в руках Сильвио, но видя безразличие своего соперника к смерти, он решил отложить свой выстрел. Не проходило дня, чтобы Сильвио не думал о мщении и вот, наконец, он узнал, что его соперник решает сочетаться законным браком с юной красавицей. «Посмотрим, так ли равнодушно примет он смерть перед своей свадьбой, как некогда ждал её за черешнями!» — говорит он торжествующе Повествователю.
Спустя некоторое время Повествователь поселяется в деревне, в нескольких верстах от богатого имения. Его приглашают в гости, и от хозяина имения Повествователь узнаёт конец этой истории. Оказывается, владелец этого имения — граф и был соперником Сильвио. Как только Сильвио узнал, что граф решил жениться, он посещает его и вновь напоминает о дуэли. Граф соглашается стреляться, Сильвио предлагает ему бросить жребий кому стрелять первым и начать дуэль сызнова, граф промахивается и попадает в картину, висящую над камином. Теперь жизнь графа в руках Сильвио, он, помедлив, торжествующей говорит тому, что удовлетворён, потому что видел, как его соперник на этот раз смущён и растерян — ему этого достаточно для удовлетворения его мести. Уходя из дома графа, Сильвио почти не целясь метким выстрелом попадает в то же самое место, куда попала пуля графа.

## В ролях
- Алексей Эйбоженко — Повествователь
- Леонид Филатов — Сильвио
- Олег Янковский — Граф
- Нелли Волшанинова — Графиня
- Николай Денисов — Поручик
- Николай Трифилов — слуга-инвалид
- Николай Власов — лакей в доме графа
- Офицеры — О. Чайка, В.Хромушкин, О. Казанчев, В. Русланов, А. Сергеев, А. Семин, А. Давыдов, С. Иванов, С. Михайловский, С. Маковецкий, А. Зарецкий, А. Ярославцев, Александр Рыщенков (в титрах А.Ращенков), А. Зверинцев

## Съёмочная группа
- Режиссёр: Петр Фоменко
- Оператор: В. Попков
- Художник: Станислав Морозов
- Художник по костюмам: Н. Литвитина
- Художник по гриму: Е. Павлова, Т. Беркович, А. Леоненко
- Художник по свету: М. Силаев
- Звукорежиссёр: Р. Абрамян
- Инженеры видеозаписи: М. Симонова, А. Боеченкова
- Инженеры видеомонтажа: Н. Колесов, А. Смирнов, А. Хапилин, А. Полозов
- Администраторы: Л. Игнатова, В. Плахова
- Музыкальный редактор: М. Крутоярская
- Редактор: Б. Шварц

## Создание
Фоменко собирался поставить телеспектакли по всем пяти «Повестям Белкина», а также по «Истории села Горюхина», но поставил только три: «Выстрел», «Метель», «Гробовщик». Актёр А. Эйбоженко, которого Фоменко называл своим любимым актёром, умер во время съёмок, и Фоменко пытался читать закадровый текст в его манере. Фоменко, по его словам, был увлечён работой с Филатовым, который привлекал его неврастенией.

## Анализ
Режиссёр А. Гончаров, учитель Фоменко, отметил в телеспектакле «глубокое проникновение в пушкинское слово». Е. Сабашникова в книге «Игровое телевидение: проблемы режиссуры» поставила телеспектакль в ряд других телеэкранизаций классики того времени (режиссёров П. Резникова, А. Эфроса) и тоже писала о важности «пушкинского слова» и фигуры повествователя, которого играет А. Эйбоженко. Киновед Т. Сергеева, предваряя интервью с Фоменко о его работе на телевидении, назвала телеспектакли «Выстрел», «Метель», «Гробовщик» и «Пиковая дама» «скромными», но «зачаровывающими с первых кадров».